# Gradient de presiune
În hidrodinamică și hidrostatică gradientul de presiune sau gradient baric (de obicei al aerului, dar mai general al oricărui fluid) este o mărime fizică  care descrie în ce direcție și cu ce viteză crește cel mai rapid presiunea în jurul unei anumite poziții. Unitatea de măsură în care se exprimă gradientul de presiune este pascal pe metru (Pa/m). Din punct de vedere matematic este gradientul de presiune în funcție de poziție. În hidrostatică gradientul de presiune este egal cu densitatea forței de volum (legea lui Stevin generalizată).
În geologia petrolieră⁠(d) și extracția petrolului⁠(d), care se ocupă de sonde, mai precis în hidrostatică, gradienții de presiune se referă la gradientul de presiune verticală într-o coloană de fluid dintr-un sondă și este, în general, exprimat în MN/m2. Această coloană de fluid este supusă gradientului de presiune compus al fluidelor de deasupra. Traseul și geometria coloanei sunt complet irelevante; numai adâncimea verticală a coloanei are vreo relevanță pentru presiunea verticală a oricărui punct din ea și a gradientului de presiune la o adâncime dată.

## Interpretare fizică
Conceptul de gradient de presiune este o caracterizare locală a aerului (mai general a fluidului investigat). Gradientul de presiune este definit doar la aceste scări spațiale la care presiunea (mai general dinamica fluidelor) este definită în sine.
În atmosfera planetelor (inclusiv a Pământului), gradientul de presiune este un vector îndreptat aproximativ în jos, deoarece presiunea se modifică cel mai rapid pe verticală, crescând în jos. Norma gradientului de presiune în troposferă este de obicei de ordinul a 9 Pa/m (sau 90 hPa/km).
Adesea gradientul de presiune are o componentă orizontală mică, dar critică, care este în mare parte responsabilă pentru vânturile din atmosferă. Gradientul de presiune orizontal este un vector bidimensional rezultat din proiecția gradientului de presiune pe un plan orizontal local. Aproape de suprafața Pământului, forța generată de gradientul de presiune orizontal este direcționată de la o presiune mai mare spre una mai mică. Orientarea sa particulară în orice moment și loc depinde în mare măsură de situația meteo. La latitudini medii, gradientul tipic de presiune orizontal poate avea valori de ordinul a 10−2 Pa/m (sau 10 Pa/km), deși în fronturile meteorologice pot să apară valori mai mari.

## Importanța în starea vremii și a climei
Interpretarea diferențelor de presiune din aer între diferite locuri este o componentă fundamentală a multor discipline meteorologice și climatologice, inclusiv a prognozelor meteorologice. După cum s-a spus mai sus, gradientul de presiune constituie una dintre forțele principale care acționează asupra aerului pentru a-l face să se miște sub formă de vânt. Forța gradientului de presiune acționează dinspre zonele de presiune ridicată spre zonele de presiune scăzută, fiind orientată în direcția opusă gradientului de presiune.

## În acustică
În acustică gradientul de presiune este proporțional cu accelerația particulelor generatoare a sunetului conform ecuațiilor lui Euler. Undele de  sunet și undele de șoc pot produce gradienți de presiune foarte mari, dar acestea sunt perturbații oscilante și adesea tranzitorii.